# 캄퐁톰주

캄퐁톰 주

캄퐁톰주(크메르어: កំពង់ធំ)는 캄보디아의 주로, 주도는 캄퐁톰이며 인구는 708,398명(2009년 기준), 면적은 13,814km2, 인구밀도는 51.3명/km2이다. 주의 이름은 크메르어로 "커다란 항구"를 뜻한다. 북쪽으로는 프레아비헤아르 주, 북서쪽으로는 시엠리아프 주, 서쪽으로는 푸르사트 주와 인접해 있으며 남쪽으로는 캄퐁참 주와 캄퐁치낭 주, 북동쪽으로는 스퉁트렝 주와 인접해 있다.
캄퐁톰은 한때 동남아시아 일대에 강력한 힘을 과시한 부남의 수도이기도 했다.